# Nicotiana rustica

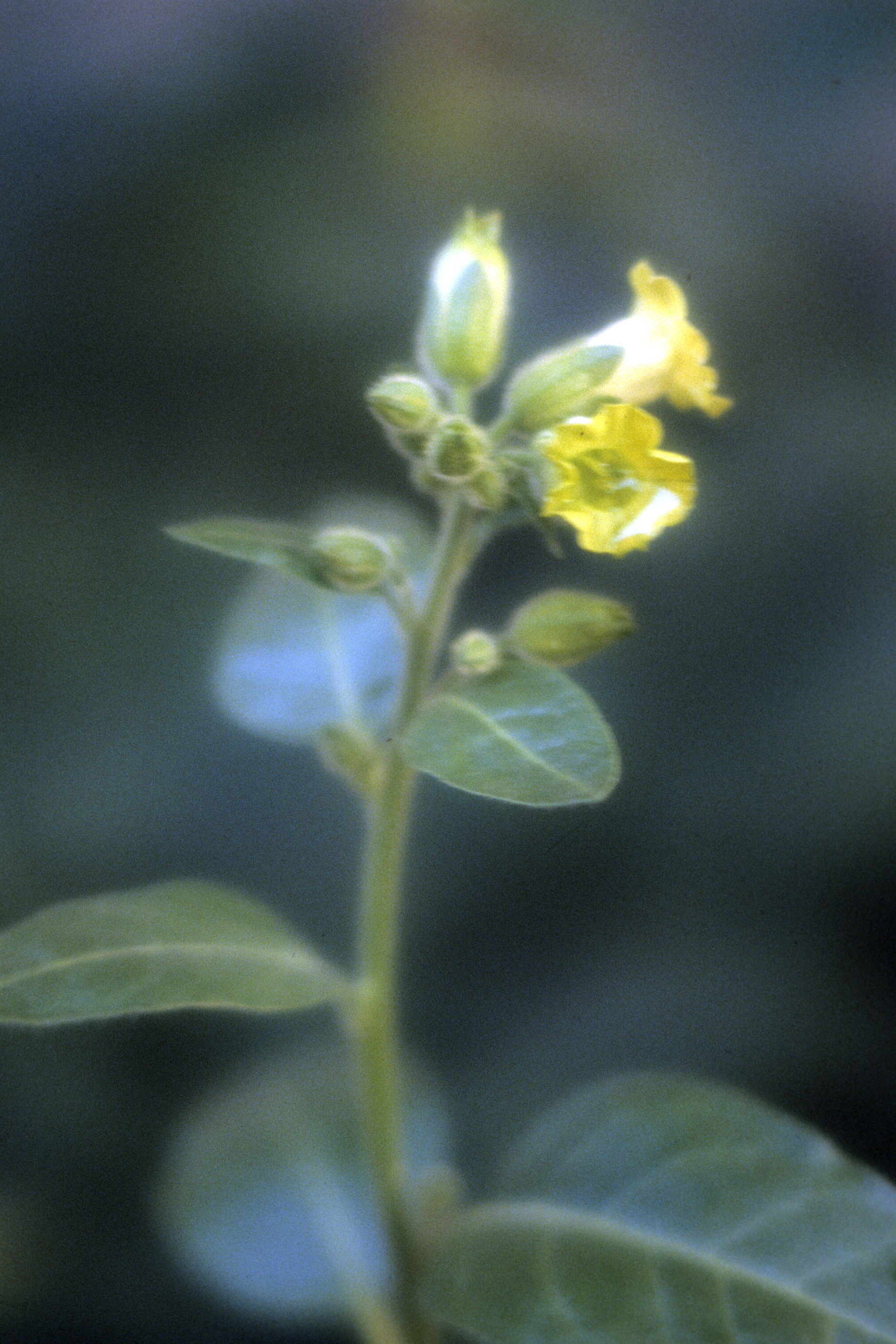
Flor da espécie.

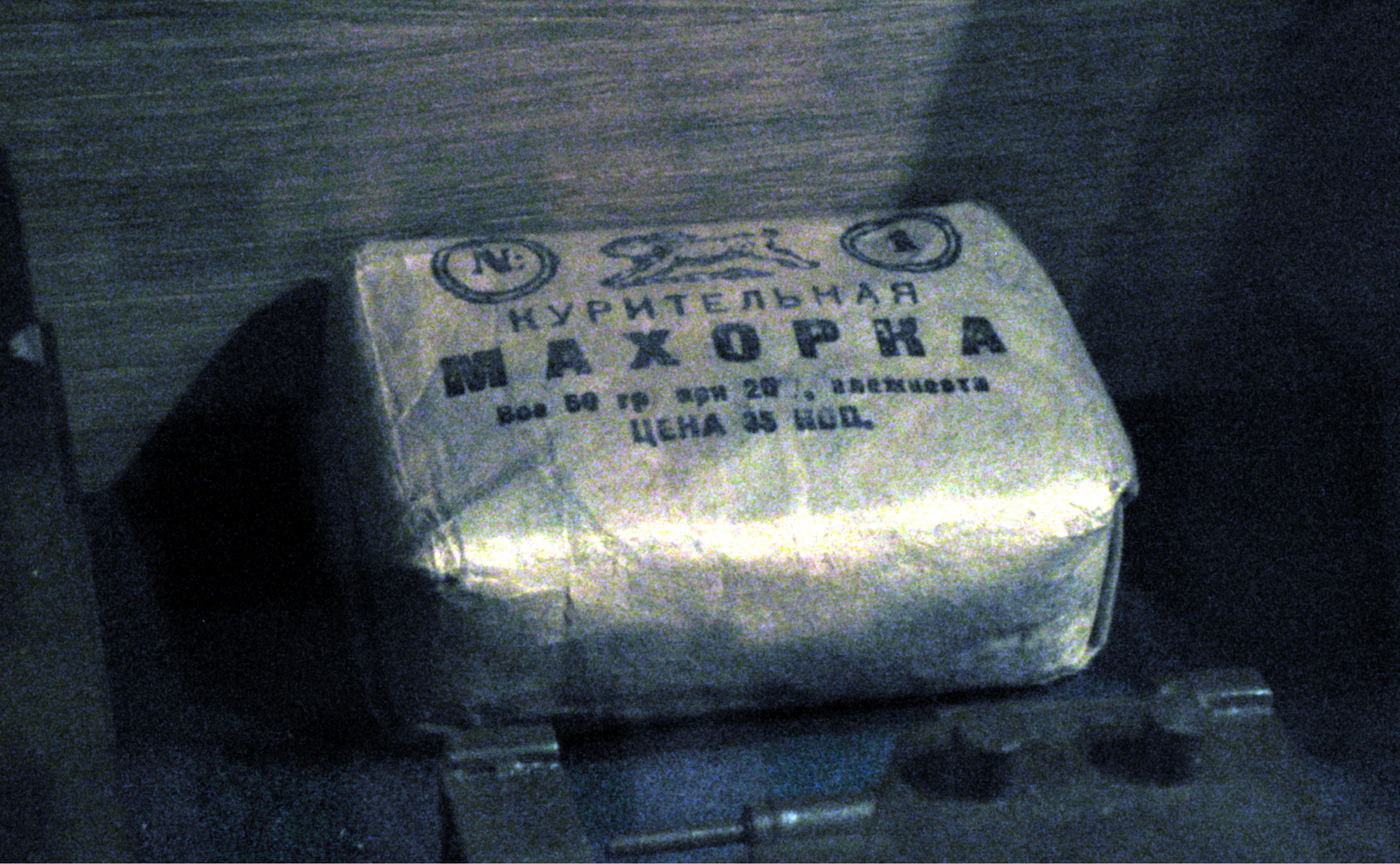
Pacote de makhorka destinado aos soldados soviéticos durante a Segunda Guerra Mundial.

Nicotiana rustica L., conhecida na América do Sul pelo nome comum de mapacho e no Vietname por thuoc lao (thuốc lào), é uma planta da família das Solanaceae, cultivada pelo seu alto teor em alcaloides.  É uma variedade potente do tabaco que devido sua grande concentração de nicotina é usada para produzir pesticidas orgânicos, já que as folhas de N. rustica têm um conteúdo ponderal de nicotina que pode atingir os 9%, enquanto as folhas de Nicotiana tabacum (tabaco comum) contêm apenas entre 1 e 3% daquele alcaloide.

## Descrição
N. rustica é uma planta herbácea anual que atinge entre 40 e 60 cm, raramente 120 cm, de altura. Os caules e folhas são recobertos por tricomas glandulosos, ligeiramente pegajosos.
As folhas tem 10 a 30 cm de comprimento, ovado-oblongas a lanceoladas, membranosas e cordadas ou arredondadas na base, com longos pecíolos de 5 a 15 cm de comprimento.
As inflorescências são panículas, por vezes compactas, com numerosas flores com pedicelos com 3 a 7 mm de comprimento. O cálice é formado por sépalas de 7 a 12 mm de comprimento, com lobos triangulares irregulares. A corola é amarelo-esverdeada, formada por 5 pétalas fundidas num tubo de 1,2 a 2 cm de comprimento e com cerca de 4 mm de diâmetro. Na parte terminal do tubo as pétalas as extremidades das pétalas formam lábios curtos, em forma de lóbulos rombos a pontiagudos. Os estames apresentam comprimentos diferenciados em função do seu local de inserção.
O fruto é uma cápsula de forma quase esférica, com um diâmetro de 1 a 1,6 cm. As sementes são castanhas, oblongas, com cerca de 1 mm de comprimento.

## Origem e distribuição
Nicotiana rustica é um híbrido com origem nas terras altas dos Andes, na região hoje incluída no Equador, Peru ou Bolívia, que se expandiu por cultura até à América do Norte, onde terá chegado através das civilizações pré-colombianas do México ou das Caraíbas. Aquando da chegada dos europeus às Américas, a planta era cultivada desde os limites mais a sul da actividade agrícola até às zonas mais setentrionais de agricultura na América do Norte.
A cultura foi introduzida na Europa através da Península Ibérica, trazida pelos conquistadores espanhóis. Expandiu-se rapidamente pela Europa, em especial após a Guerra dos Trinta Anos, tornando-se muito popular no leste da Europa, Turquia, Médio Oriente e sul da Ásia, regiões onde ainda se cultiva e foram desenvolvidas múltiplas variedades e cultivares.
Na Europa, a cultura de N. rustica na actualidade é apenas importante na Rússia e em alguns países do Leste Europeu, sendo o seu produto mais conhecido o cigarro russo de rustica, conhecido por makhorka ou machorka. Na União Europeia o comércio de tabacos derivados da planta está restrito devido ao seu alto teor em nicotina.

## Etnobotânica
Desenvolve-se em florestas húmidas, e contém várias vezes mais nicotinas que a variedade denominada N. tabacum da América do Norte.
As folhas de N. rustica são usadas como enteógeno em algumas tribos e locais da América do Sul pelos xamãs. Em algumas regiões das florestas tropicais húmidas da América do Sul é usado em geral como aditivo na preparação de ayahuasca.
Outra razão para seu uso xamânico é a alta dosagem de IMAOs, incluindo a harmina, harmalina e a tetrahidroharmina.  Geralmente é consumida como tisana, e eventualmente fumada como cigarros ou em cachimbo.
É também usada como enema, em geral pelo seu efeito anti-helmíntico na cura da teníase e de outras parasitoses intestinais.
No sueste da Turquia, as folhas pulverizadas desta planta são misturadas com cinzas de algumas madeiras para produzir um rapé localmente denominado Maras Otu, utilizado colocando uma pequena porção entre os lábios (como é feito com o snus sueco).
No sueste asiático, em particular no Vietname, a planta é cultivada para utilização em cachimbos-de-água, sendo muito popular.
Na Rússia, N. rustica é denominada "makhorka" (Mахорка) e era fumada pelos camponeses e pelas classe sociais menos abonadas antes da Segunda Guerra Mundial, altura em que o normal tabaco ficou disponível para a generalidade da população. Apesar disso, ainda é ocasionalmente usado por algumas populações rurais.